# Characidium chancoense
Characidium chancoense — вид харациноподібних риб родини Crenuchidae. Описаний у 2020 році.

## Поширення
Ендемік Колумбії. Поширений у верхньому басейні річки Каука.

## Опис
Від споріднених видів відрізняється візерунком, що складається з 7–12 вертикальних смуг, більшість з яких мають клиноподібну форму з вершиною, що закінчується на або трохи нижче бічної лінії, за винятком останніх 1–4 смуг, які є дорсовентрально витягнутими прямокутними брусками, що тягнуться набагато нижче бічної лінії.